# Rong Hao
Rong Hao (chin. upr. 荣昊, chin. trad. 榮昊; ur. 7 kwietnia 1987 w Wuhanie) – chiński piłkarz występujący na pozycji obrońcy. Zawodnik klubu Guangzhou Evergrande.

## Kariera klubowa
Rong zawodową karierę rozpoczynał w 2006 w zespole Wuhan Guanggu z Chinese Super League. W tych rozgrywkach zadebiutował w sezonie 2006. Rozegrał wówczas 6 ligowych spotkań i zdobył 1 bramkę, a w lidze zajął z zespołem 10. miejsce. W 2008 Wuhan Guanggu zmienił nazwę na Wuhan Optics Valley. Sezon 2009 Rong spędził na wypożyczeniu w Jiangsu Shuntian, również grającym w Chinese Super League.
W 2010 odszedł do Hangzhou Greentown, innego zespołu Chinese Super League. W tym samym roku zajął z nim 4. miejsce w lidze.
Od 26 grudnia 2011 występuje w barwach Guangzhou Evergrande.

## Kariera reprezentacyjna
W reprezentacji Chin Rong zadebiutował 1 czerwca 2009 w wygranym 1:0 towarzyskim meczu z Iranem.
W 2011 został powołany do kadry na Puchar Azji.

## Sukcesy
- Guangzhou Evergrande
  - Chinese Super League: 2012
  - Chinese FA Cup: 2012
- Reprezentacja Chin
  - Puchar Azji Wschodniej w piłce nożnej: 2010